# Battaglia dell'isola di Natale
La battaglia dell'isola di Natale fu un piccolo impegno militare che ebbe inizio il 31 marzo 1942, durante la seconda guerra mondiale. A causa di un ammutinamento da parte di soldati indiani contro i loro ufficiali britannici, le truppe giapponesi furono in grado di occupare l'isola di Natale senza alcuna resistenza. Il sottomarino della United States Navy Seawolf arrecò gravi danni all'incrociatore giapponese Naka.

## Contesto strategico

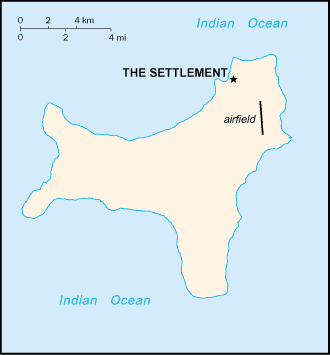
Mappa dell'isola di Natale che mostra la posizione di Flying Fish Cove, "The Settlement".

All'epoca, l'isola di Natale era una proprietà britannica sotto il controllo amministrativo degli Stabilimenti dello Stretto, situati 161 nmi (185 mi; 298 km) a sud di Giava. Era importante per due motivi: era sia un posto di controllo perfetto per l'Oceano Indiano orientale sia un'importante fonte di fosfati, necessari all'industria giapponese. È dal 1900 che dall'isola si estrae il suo fosfato e al momento della battaglia c'era una grande forza lavoro, composta da 1 000 cinesi e malesi che lavoravano sotto la supervisione di un piccolo gruppo di sorveglianti britannici. Inoltre, c'erano circa 100 donne e 200 bambini sull'isola.
Dopo l'occupazione di Giava, il quartier generale imperiale giapponese impartì ordini per "Operazione X" (l'invasione e l'occupazione dell'isola di Natale) il 14 marzo 1942. Il retroammiraglio Shōji Nishimura fu assegnato a comandare la Forza di occupazione della seconda flotta di spedizione del sud, con l'incrociatore leggero Naka come nave ammiraglia. La flotta comprendeva anche gli incrociatori leggeri Nagara e Natori e le cacciatorpediniere Minegumo, Natsugumo, Amatsukaze, Hatsukaze, Satsuki, Minazuki, Fumizuki e Nagatsuki, la petroliera Akebono Maru e le trasporta truppe Kimishima Maru e Kumagawa Maru, con 850 uomini del 21 e 24 speciale forze di base e la 102a unità di costruzione.
Ad opporsi a questa forza di invasione era un cannone da 150 mm, costruito nel 1900 e montato sull'isola di Natale nel 1940. La guarnigione britannica - un distaccamento dell'Artiglieria Reale di Hong Kong e Singapore - contava 32 truppe. Erano guidati da un ufficiale britannico, il capitano LWT Williams. La forza di Williams consisteva in un ufficiale indiano, Subadar Muzaffar Khan; 27 cannonieri indiani punjabi e sottufficiali (sottufficiali); e quattro sottufficiali britannici.
Un gruppo di truppe Punjabi, apparentemente credendo alla propaganda giapponese sulla liberazione dell'India dal dominio britannico, e probabilmente agendo con il tacito sostegno di alcuni o tutti gli agenti di polizia sikh locali, si ammutinarono. L'11 marzo spararono e uccisero Williams e i quattro sottufficiali britannici e gettarono i loro corpi in mare. Rinchiusero quindi l'ufficiale distrettuale e i pochi altri abitanti europei dell'isola in attesa di un'esecuzione che fu apparentemente contrastata dall'occupazione giapponese.

## La battaglia

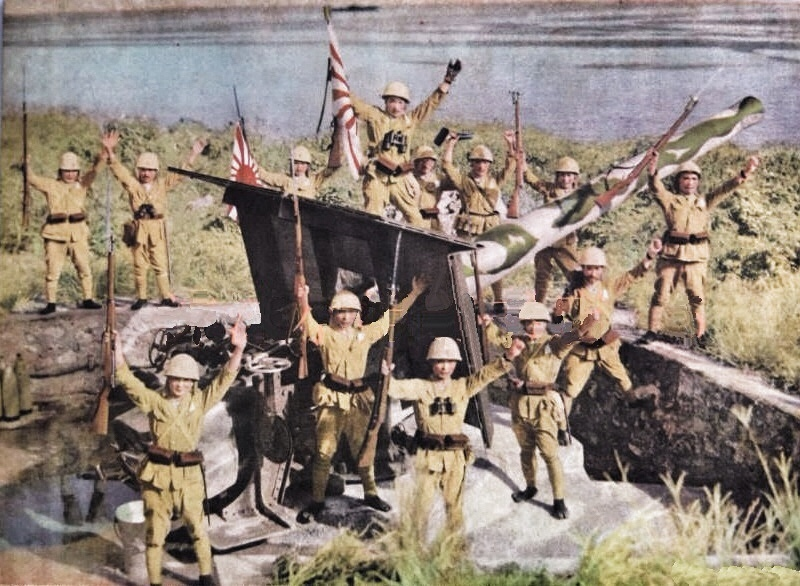
Le truppe giapponesi catturano la posizione del cannone sull'isola di Natale.

All'alba del 31 marzo 1942, una dozzina di bombardieri giapponesi lanciarono l'attacco, distruggendo la stazione radio. Gli ammutinati segnalarono la loro intenzione di arrendersi, sollevando una bandiera bianca prima che la forza di sbarco di 850 uomini fosse caduta a terra. Il corpo di spedizione giapponese fu in grado di sbarcare a Flying Fish Cove senza opposizione.
A 9:49 la mattina stessa, il sottomarino della US Navy USS Seawolf sparò quattro siluri contro il Naka; tutti persi. Seawolf attaccò di nuovo alle 06:50 del mattino seguente, sparando tre siluri a Natori, fallendo di nuovo. Quella sera, con i suoi ultimi due siluri, da 1100 m (1100 yd), Seawolf riuscì a colpire Naka sul lato di dritta, vicino alla sua caldaia n. 1. Il danno fu abbastanza grave, tanto che Naka dovette essere rimorchiato a Singapore da Natori e alla fine fu costretto a tornare in Giappone per un anno di riparazioni. Dopo il colpo, le altre navi giapponesi attaccarono il sottomarino statunitense per oltre nove ore, ma esso riuscì a fuggire.
Natori tornò sull'isola di Natale e ritirò tutti gli elementi della forza di occupazione, ad eccezione di un distaccamento di una guarnigione di 20 uomini, a Banten Bay, in Indonesia, il 3 aprile 1942. I giapponesi ottennero roccia fosfatica caricata sulle navi da trasporto.

## Conseguenze
Dopo l'occupazione, la guarnigione giapponese tentò di mettere al lavoro cinesi e malesi, anche se molti fuggirono nell'entroterra per vivere al di fuori della terra. Gli ammutinati divennero anche operai, impiegati per pulire i contenitori. La produzione fu molto limitata dopo l'occupazione e dopo l'affondamento del Nissei Maru del 17 novembre 1942 da parte del sottomarino USS Searaven durante lo scarico al molo, la produzione di fosfato venne completamente interrotta. Oltre il 60% della popolazione dell'isola, compresi i prigionieri europei, furono trasferiti a Giava nel dicembre 1943. Dopo la guerra, l'isola di Natale fu occupata nuovamente dal Regno Unito a metà ottobre 1945.
Nel dopoguerra, sette ammutinati Punjabi furono rintracciati e processati alla corte marziale a Singapore. I primi sei ad essere identificati e processati furono condannati il 13 marzo 1947. Cinque furono condannati a morte e uno fu condannato a due anni di prigione e dimesso con ignominia. Il re Giorgio VI confermò le condanne a morte il 13 agosto 1947. Il dominio britannico in India finì poco dopo, con l'India che ottenne l'indipendenza e il Pakistan che fu creato prima che le esecuzioni potessero essere eseguite, e quindi le questioni diplomatiche dovevano essere prese in considerazione. Nell'ottobre del 1947 fu identificato un settimo ammutinato. Fu anche passato dalla corte e condannato a morte. Un ottavo soldato fu identificato come un partecipante all'ammutinamento ma non fu mai catturato. L'8 dicembre 1947, le condanne a morte furono commutate in schiavitù penale a vita dopo che i governi di India e Pakistan fecero pressioni. Dopo ulteriori discussioni tra Regno Unito e Pakistan su dove dovevano essere scontate le sentenze, con gli inglesi che chiedevano di far scontare nove anni, i sei prigionieri furono trasferiti in Pakistan nel giugno del 1955, dopo di che il governo britannico pose fine al suo interesse nel caso.